# Léopold Panet
Léopold Panet (1820 - 1859) fue un explorador francés recordado por haber sido uno de los primeros occidentales en cruzar el Sáhara.

## Biografía
Léopold Panet era un mestizo senegalés originario de Gorea. Instruido, partió en 1847 como secretario-intérprete de Jean-Baptiste Raffenel, que quería cruzar el norte de África desde Saint-Louis, en Sénégal, hasta las fuentes del río Nilo. La misión quedó detenida en el reino de Kaarta.
En 1849, Panet recibió una misión del ministerio de Marina y de la Sociedad de Geografía de París para conectar Senegal con Marruecos a través de Mauritania. Esta misión adquirió un carácter simbólico, ya que se confió a una persona mestiza justo después de la abolición de la esclavitud por la Segunda República Francesa.

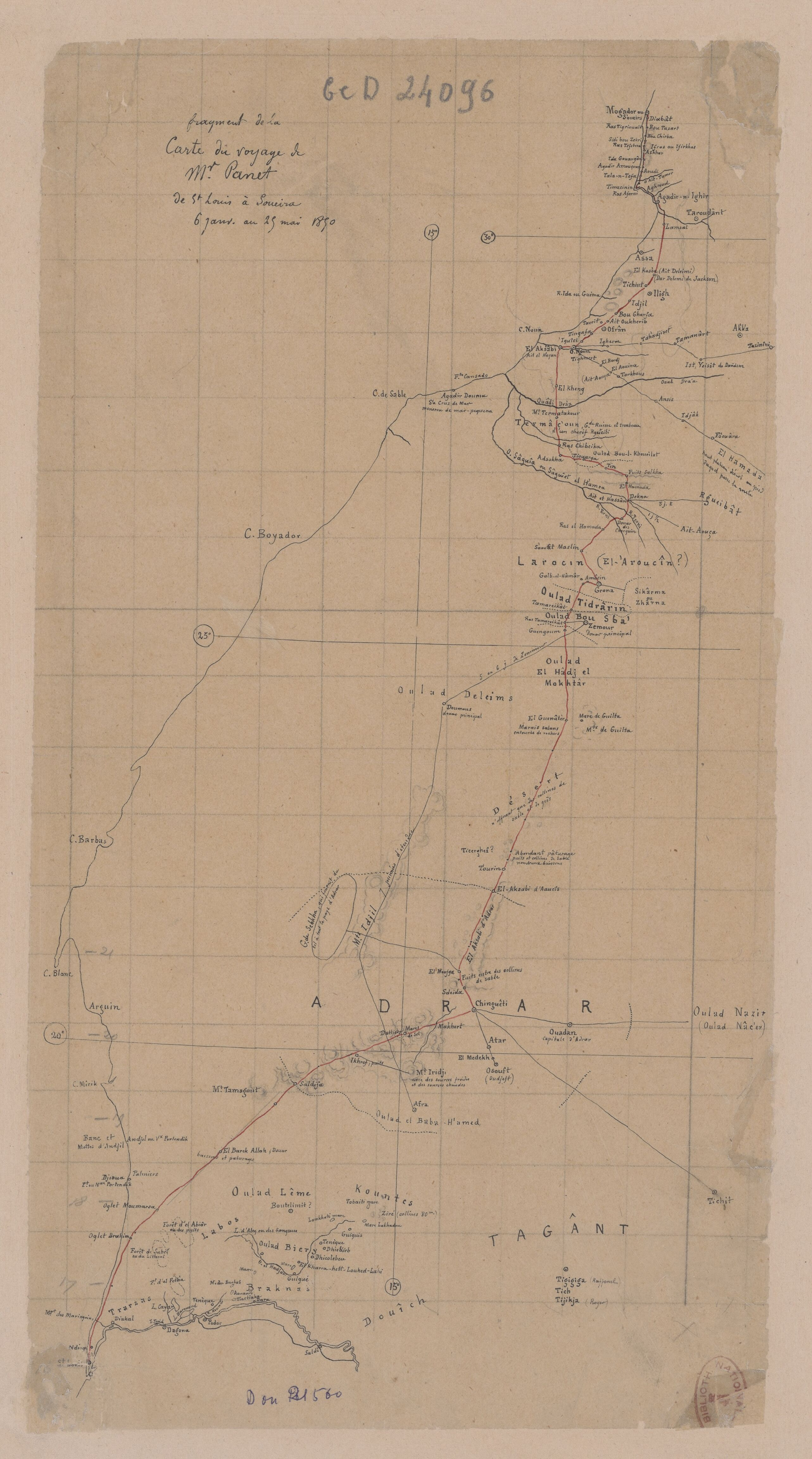
Mapa del viaje de Léopod Panet de San Luis a Soueira en 1850

Su primera tentativa fue detenida por los moros brakna en Boutilimit, en 1849. Panet continuó su viaje en enero de 1850, con un judío marroquí que se había comprometido a llevarlo a Mogador. La expedición fue financiada por el gobernador de Senegal e iba bien equipada; fueron escoltados por doce hombres, llevaban instrumentos científicos y viajaron con treinta camellos. La misión siguió a lo largo de la costa del océano Atlántico y luego se internó por el interior. A los pies de la meseta de Adrar, Panet estudió el comercio del oro y de la sal. Fue atacado y robado, pero continuó su misión hacia el norte, llegando el 25 de mayo de 1850 a Mogador, donde fue protegido por el cónsul de Francia y desde donde pudo regresar a Marsella. El relato del viaje es impreciso y confuso.

## Obras
- Relation d'un voyage du Sénégal à Soueira (Mogador), revue de Géographie, nov.-déc. 1850.